# أتسيمو-أندرفانا
أتسیمو-أندرفانا (بالفرنسية: Atsimo-Andrefana)‏ هي منطقة في مدغشقر. تحدها منابي من الشمال، أمورونئي مانیا وهوت ماتسياترا من الشمال الشرقي، إيهورومبي ومنطقة أنوسي من الشرق وأندروي من الجنوب الشرقي. عاصمة المنطقة هي توليارا ويُقدَّر عدد سكانها بـ1،316,756 نسمة في عام 2013. جغرافياً، تُعتبر منطقة أتسیمو-أندرفانا الأكبر من بين جميع مناطق مدغشقر بمساحة 66.236 كيلومتر مربع (25574 ميل مربع).

## التقسيمات الإدارية
تنقسم منطقة أتسيمو أندرفانا إلى تسع مقاطعات، تنقسم إلى 105 بلدية.
- Ampanihy District
- Ankazoabo District
- Benenitra District
- Betioky Sud District
- Beroroha District
- مورومبي  [لغات أخرى]‏
- Sakaraha District
- توليارا
- Toliara II District